# Карт Алто (Белуно)
Карт Алто (итал. Cart Alto) је насеље у Италији у округу Белуно, региону Венето.
Према процени из 2011. у насељу је живело 15 становника. Насеље се налази на надморској висини од 421 м.